# Sericocoma alternifolia
Sericocoma alternifolia är en amarantväxtart som först beskrevs av Schinz, och fick sitt nu gällande namn av Charles Baron Clarke. Sericocoma alternifolia ingår i släktet Sericocoma och familjen amarantväxter. Inga underarter finns listade i Catalogue of Life.